# Kwagt
Kwagt of trilveen, ook wel geschreven als kwacht of kwegt, is een toponiem, gebruikt voor gebieden met zeer onvaste bodems. 
Het woord is etymologisch verwant aan kwakkelen en wankelen, vergelijk bijvoorbeeld kwakel. Het woord komt nog beperkt voor in de Peel maar vaker in Belgisch Limburg. Er worden dan met drijvend of onvast materiaal dichtgegroeide turfkuilen mee bedoeld.
Een Nederlands voorbeeld is de Kwegt bij Nederweert-Eind, een weggetje bij het zeer moerassige natuur- en natuurontwikkelingsgebied de Schoorkuilen.